# Alex Hellid
Lofo Twangaka Kalle Alexander Hellid, född 23 maj 1973 i Råsunda, är en svensk musiker. Han är medlem i banden Entombed och Nihilist.

### Fotnoter
1. ↑  Metal-archives: Alex Hellid
2. ↑  ”Alex Hellid”. Svensk Filmdatabas. http://www.sfi.se/sv/svensk-filmdatabas/Item/?type=PERSON&itemid=425899&ref=%2ftemplates%2fSwedishFilmSearchResult.aspx%3fid%3d1225%26epslanguage%3dsv%26searchword%3dAlex+Hellid%26type%3dPerson%26match%3dBegin%26page%3d1%26prom%3dFalse. Läst 17 juni 2012.